# Scheinanglizismus
Als Scheinanglizismus (auch Pseudoanglizismus) werden in der Linguistik Wörter in der deutschen oder einer anderen Sprache bezeichnet, die lexikalische Elemente des Englischen benutzen und einen Neologismus schaffen, der im Englischen unbekannt ist oder nur in einer anderen Bedeutung verwendet wird.

## Allgemeines
Scheinanglizismen sind dem Gebiet der Scheinentlehnungen zuzuordnen. Diese Wörter sind als Pseudoentlehnungen im englischen Sprachraum unbekannt oder haben dort eine andere Bedeutung, sodass es mit Muttersprachlern zu Verständigungsproblemen kommen kann. Sie sind somit eine besondere Form der sogenannten falschen Freunde. Ein Scheinanglizismus ist kein Anglizismus, obwohl das Kompositum dies suggeriert, weil er nicht oder nicht in dieser Form Bestandteil der englischen Sprache ist.
Scheinanglizismen kommen in vielen Sprachen vor, so zum Beispiel im Deutschen, im Niederländischen, im mexikanischen Spanisch, im Französischen und im Japanischen. Im Japanischen wurde mit Wasei Eigo ein eigener Begriff hierfür geprägt.
„Die Herkunft solcher Ausdrücke bleibt zu untersuchen. Möglicherweise wurden sie geprägt von Sprechern des Deutschen, die für das Gemeinte einen englischen Ausdruck gebrauchen wollten und – auf Basis des Deutschen oder durch Imagination – einen solchen selbst geprägt haben. Dabei kann es sein, dass sie die tatsächlich existenten englischen Wörter […] nicht kannten oder dass die eigene Prägung den Zweck besser zu erfüllen schien.“
Scheinanglizismen verdeutlichen die Tatsache, dass es sich bei Anglizismen nicht um englische Wörter in einer Zielsprache handelt, sondern um in die Zielsprache kopierte Neologismen mit einer eigenständigen, mitunter von der Herkunftssprache abweichenden Semantik und Bedeutungsgeschichte.

## Beispiele

### Deutsch
- „Handy“ (ausgesprochen [ˈhɛndi]) bezeichnet im Deutschen ein Mobiltelefon. Es wird im englischsprachigen Raum nicht als Bezeichnung für solche Geräte benutzt.[5] Das Adjektiv handy bedeutet im Standardenglischen „bequem, handlich, nützlich, passend oder praktisch“, in der Umgangssprache ist es auch als Substantiv die Umschreibung für den Handjob. Ein ähnlicher Begriff diente z. B. zur Unterscheidung zweier militärisch genutzter mobiler Funkgeräte von Motorola. Das Rucksackfunkgerät wurde Walkie-Talkie genannt, das Handsprechfunkgerät Handie-Talkie. Bereits im Mobilfunklexikon von Gusbeth (1990) war zu lesen: „Handheld-Telefone (oder Handy)“. Auch die im selben Verlag erschienene Funkschau schrieb: „Soll in den USA Konkurrenz durch NECP3-Mobiltelefon bekommen: Motorolas Handy MicroTac“.[6] Die Unternehmen Bosch und Hagenuk vertrieben ihre Mobiltelefone im Jahr 1993 ebenfalls als Handy. Es handelt sich also ursprünglich um die Kurzform einer Produktbezeichnung, die zwar aus dem englischsprachigen Raum stammt, dort aber nicht mehr gebräuchlich ist. Sie geht auf eine Umschreibung (handy „handlich“, „praktisch“ oder „gelegen“) zurück. Im britischen Englisch bezeichnet man Mobiltelefone als mobile phones (kurz mobiles), im amerikanischen Englisch als cellular phones (kurz cell phones oder schlicht cells), in Singapur und Indonesien findet man den Ausdruck handphone.
- „Beamer“ als Synonym für „Video-Projektor“. Das Wort kann von Englischsprechern leicht als „Anstrahler“ (von englisch to beam) verstanden werden, wird so jedoch ebenfalls nicht verwendet. In der Umgangssprache bezeichnen bimmer, beemer und beamer (alle identisch ausgesprochen) verschiedene Fahrzeuge von BMW,[7][5] In Großbritannien ist „beamer“ ein Fachausdruck für eine bestimmte Art des Wurfs beim Cricket. In der technischen Fachsprache der Weberei steht es für Kettenanschärer[8][9]. Ein Video-Projektor heißt im Englischen video projector bzw. digital projector[10] oder einfach projector.[11]
- „Oldtimer“. Ein historisches Fahrzeug, meist Kraftfahrzeug auch Schiff, oder Flugzeug, heißt im englischsprachigen Raum antique, classic oder vintage car. Old-timer bedeutet im Englischen „älterer Mensch“.[12]
- Das Homeoffice wird von Muttersprachlern zwar möglicherweise verstanden, allerdings nicht verwendet. Stattdessen wird dort „from home“ oder „remotely“ gearbeitet; mancher nennt den Vorgang auch „remote working“. Als „Home Office“ wird in Großbritannien das Innenministerium bezeichnet. Zwar scheint es sowohl dort als auch in den Vereinigten Staaten den Begriff „home office“ für ein kleines Heimbüro zu geben – idiomatisch jedoch in dem Sinne, wie im Deutschen das Wort benutzt wird, ist es nicht. So heißt es in England nicht über einen Arbeitnehmer, er „mache Homeoffice“.[13]
- Im Deutschen bedeutet „Sport“ jegliche Form von körperlicher Aktivität. Das englische Wort „sport“ bezieht sich jedoch speziell nur auf wettbewerbsorientierte körperliche Aktivitäten oder auch historisch auf „Spaß“, „Genuss“, „Vergnügen“ (z. B. to do something for sport = „etwas zum Spaß machen“).[14] Der richtige englische Begriff dafür wäre „(physical) exercise“.
- Hometrainer ist zusammengesetzt aus home (= „Zuhause“) und trainer (= „Übungsleiter“). Im Deutschen bezeichnet dies ein „Übungsgerät (z. B. stationäres Fahrrad) für den Hausgebrauch zum Konditions- und Ausgleichssport oder zu heilgymnastischen Zwecken“. Dieser scheinbar englische Ausdruck existiert im Englischen aber nicht einmal. Um sich auf solch ein Übungsgerät zu beziehen, spricht man von exercise bicycle.[2]
- „Box“. In der Bedeutung „Lautsprecherbox“ im englischsprachigen Raum nicht üblich.[15]

Weitere Beispiele:
| Scheinanglizismus          | Beschreibung | Bedeutung im Englischen                                                                   | Bezeichnung im Englischen |
| -------------------------- | --- | ----------------------------------------------------------------------------------------- | --- |
| Barkeeper                  | Bedienung hinter der Theke einer Bar oder Gastwirtschaft | Betreiber, Inhaber oder Gastwirt                                                          | englisch bartender |
| Basecap                    | Kopfbedeckung | unbekannt                                                                                 | englisch baseball cap |
| Bodybag                    | Tasche | Leichensack                                                                               | englisch bag, messenger bag                                                                                                   |
| Checken                    | Verstehen | Prüfen, Unterdrücken                                                                      | englisch understand, umgangssprachlich englisch get                                                                           |
| Cornern                    | Kommunikation und Trinken an Straßenecken | Börsenjargon: durch Großkäufe Marktenge herbeiführen, um Kurssteigerungen zu verursachen. | unbekannt |
| Cutter                     | eine Person, die das bei Dreharbeiten entstandene Rohmaterial durch den Schnitt gestaltet | Schneider, Schneidwerkzeug                                                                | englisch film editor, editor                                                                                                  |
| Dressman                   | männliches Model | kann als Transvestit interpretiert werden                                                 | englisch male model |
| Drive-In                   | In einem Drive-in werden Dienstleistungen angeboten, ohne dass der Kunde hierfür sein Auto verlassen muss. | Autokino; Schnellrestaurant, wo im geparkten Auto bedient wird                            | Drive-through, verkürzt Drive-thru: Geschäft wo im stehenden, aber laufenden Auto über ein Fenster oder Rohrpost bedient wird |
| Evergreen                  | älteres Musikstück, das immer noch Airplay erhält | immergrüne Pflanzen                                                                       | Wort alleinstehend unbekannt                                                                                                  |
| Finisher                   | Fotolabor | „finisher“ alleinstehend: Person oder Maschine, die einen Herstellungsprozess abschließt  | englisch photofinisher, photo finisher, photo lab                                                                             |
| Flashen                    | Begeistern | "flash somebody": jemandem unerwünscht seine Geschlechtsteile zeigen                      | englisch thrill, excite |
| Flipper                    | Spielautomat ohne Gewinnchancen | (Schwimm-)Flosse                                                                          | englisch pinball machine |
| Homestory                  | Berichterstattung über das Privatleben von Prominenten | unbekannt                                                                                 | englisch exclusive story |
| Hotline                    | telefonischer Kundendienst | Telefonleitung mit Direktruf                                                              | englisch helpline, service telephone, customer service number                                                                 |
| Jobticket                  | Fahrkarten eines Sondertarifes, die Unternehmen oder Behörden bei einem Verkehrsunternehmen erwerben und die sie entgeltlich oder unentgeltlich an ihre Mitarbeiter für deren Fahrten mit dem ÖPNV weitergeben | Job und Ticket sind nicht in dieser Kombination bekannt                                   | etwa englisch subsidized ticket in cooperation with the Integrated Public Transport System                                    |
| Mailbox beim Telefon/Handy | Postfach in der Telekommunikation | bedeutet im Englischen Hausbriefkasten                                                    | englisch answering machine, voice mail                                                                                        |
| Longseller                 | Bücher, die lange Zeit in den Bestseller-Listen stehen | unbekannt                                                                                 | etwa englisch long-term seller                                                                                                |
| Mobbing                    | wiederholte Schikanen physischer oder psychischer Art | unbekannt                                                                                 | englisch bullying, harassment                                                                                                 |
| Nicknapping                | Form des Identitätsdiebstahls | unbekannt                                                                                 | unbekannt |
| Partnerlook                | die gleiche Kleidung eines Paares | unbekannt                                                                                 | englisch matching dress |
| Peeling                    | kosmetische oder dermatologische Behandlung, bei der oberflächliche Schichten der Haut flächig entfernt werden                                                                                                 | Rinde; Schalen                                                                            | englisch scrub oder förmlicher englisch exfoliation                                                                           |
| Pony                       | eine Frisur (der Pony) oder ein kleines Pferd (das Pony) | ein kleines Pferd oder eine Frisur (der Pferdeschwanz, englisch ponytail)                 | englisch bangs, fringe |
| Public Viewing             | öffentliche Liveübertragung von Sportereignissen oder anderen Events auf Videowänden | (ae) öffentliche Aufbahrung eines Leichnams                                               | public screening |
| Service Point              | Informations-Schalter | unbekannt                                                                                 | englisch information desk |
| Shooting                   | Fotoaufnahmen von Models | Schießerei mit Waffen                                                                     | Photoshoot |
| Showmaster                 | Conférencier einer Fernsehshow | unbekannt                                                                                 | englisch host, emcee |
| Slip                       | Unterhose, Badehose | Unterrock                                                                                 | Slips heißen – alles als Pluraletantum – englisch briefs, knickers oder amerikanisches Englisch panties.                      |
| Smoking                    | Abendgarderobe für Männer | Rauchen; englisch smoking jacket bezeichnet einen Vorgänger des Smoking                   | englisch black tie, dinner jacket, tuxedo                                                                                     |
| Spleen                     | leichte Verrücktheit oder fixe Idee | ist im Englischen die Milz                                                                | englisch wacky |
| Talkmaster                 | Moderator einer Talkshow | unbekannt                                                                                 | englisch talk show host |
| Trampen                    | per Anhalter Autofahren | trampeln, marschieren; der englisch tramp ist ein Landstreicher                           | englisch hitchhiking |

### Andere Sprachen
- In vielen Sprachen ist Happy End ein Ausdruck für „einen [unerwarteten] glücklichen Ausgang eines Konflikts oder einer Liebesgeschichte“. Im Englischen wäre dieser Ausdruck allerdings falsch, da es happy ending heißen muss.[2]
- Ein weiterer europäischer Scheinanglizismus ist Smoking. In den meisten europäischen Sprachen bezeichnet dieses Wort einen „meist schwarzen Abendanzug mit seidenem Revers für kleinere gesellschaftliche Veranstaltungen“. Im Englischen ist diese Bedeutung von Smoking aber inexistent. Im Englischen bedeutet smoking „das Rauchen“,[2] der Abendanzug heißt im amerikanischen Englisch tuxedo, im britischen Englisch dinner suit oder dinner jacket. Eine smoking jacket ist eine ältere, informelle Form von Männerjacke, die beim Rauchen getragen wurde und sich zum heutigen Smoking entwickelte.
- Im Französischen lässt sich das Beispiel footing finden, das von der [inexistenten] Verlaufsform des englischen Wortes foot (= „Fuß“) abgeleitet ist und für „Laufen in mäßigem Tempo als Fitnesstraining“ steht. Im Englischen wird dieser Vorgang aber – wie im Deutschen auch – mit jogging (bzw. deutsch Jogging) bezeichnet.[2] Weitere Begriffe sind pressing für „Bügeln“ (engl. ironing) oder training für den Sportanzug (engl. tracksuit).
- In der japanischen Sprache gibt es die Ausdrücke Salaryman und Office Lady, die im Englischen unbekannt sind.

## Gegenbeispiele
Weder „round about“ noch „roundabout“ sind Scheinanglizismen: Der Anglizismus round about „ungefähr“ wird fälschlicherweise oft zusammengeschrieben („roundabout“). Im Englischen bedeutet das Adverb roundabout jedoch „umständlich“, „weitschweifig“ sowie „nicht direkt, sondern um etwas rundherum laufend/führend“, das Substantiv bedeutet Kreisverkehr oder Kettenkarussell. Hingegen bedeutet round about „ungefähr“, „circa“, „um … herum“ sowie „in der Umgebung, in der Nähe von“, was in der Regel auch der Intention entspricht. Im Englischen wird round about insbesondere auch in Verbindung mit (Geld‑)Beträgen und Zeitangaben verwendet sowie allgemein bei Mengenangaben, z. B. „round about 1.35 million sheep“. Die Verwendung des Anglizismus entspricht somit in den meisten Kontexten auch jenen im Englischen. Viel häufiger wird der Begriff Ballpark figure verwendet, ähnlich wie „Hausnummer“ in der deutschen Sprache. Die Verwendung von round about im Deutschen ist aus stilistischer Sicht nichtsdestoweniger umstritten, da es zum einen naheliegt, stattdessen Wörter wie „circa“ oder „ungefähr“ zu benutzen, und zum anderen round about im englischen Sprachraum teilweise als umgangssprachlich oder informell gilt. Darüber hinaus führt die Verwechslung mit roundabout häufig zur falschen Annahme, der Sprecher bzw. Autor habe das Wort falsch verwendet.

## Bewertung
Im sprachpolitischen und besonders im sprachkritischen Diskurs werden Scheinanglizismen oft als Beleg für eine Bedrohung der deutschen Sprache durch angloamerikanischen Einfluss angeführt (siehe auch Denglisch, Sprachpflege). Die Ästhetik des Ausdrucks und die kulturelle Eigenständigkeit des Deutschen leide unter der Verwendung von Anglizismen und Scheinanglizismen.
Von anderer Seite wird die Bildung von Scheinanglizismen als Zeichen der Lebendigkeit der Sprache und ihrer Fähigkeit gesehen, die expressiven Möglichkeiten durch kreative Nutzung fremder Einflüsse zu erweitern. Zudem seien viele Anglizismen und Scheinanglizismen Modewörter und verschwänden mit dem Abebben der Mode wieder aus dem Sprachgebrauch.